# Ниготешти (Сучава)
Ниготешти (рум. Nigotești) насеље је у Румунији у округу Сучава у општини Ваду Молдовеј. Oпштина се налази на надморској висини од 369 m.

## Становништво
Према подацима из 2002. године у насељу је живело 569 становника, од којих су сви румунске националности.